# The Loss of a Teardrop Diamond
The Loss of a Teardrop Diamond, is een film uit 2008 onder regie van Jodie Markell. Officieel zou Lindsay Lohan de rol van Fisher spelen. Wegens bespottelijk gedrag werd Lohan vervangen voor Bryce Dallas Howard.

## Verhaal
Fisher komt net terug van haar studie en wordt verliefd op de zoon van een alcoholistische vader en gestoorde moeder die werkt in een winkel van haar familie. Ze doet hem voor als een zoon uit een rijke familie, zodat ze nog een kans maakt op de erfenis van haar rijke tante, maar als haar diamond verdwijnt, loopt alles uit de hand.

## Rolverdeling
| Acteur              | Personage      |
| ------------------- | -------------- |
| Bryce Dallas Howard | Fisher Willow  |
| Chris Evans         | Jimmy          |
| Ann-Margret         | Fishers tante  |
| Ellen Burstyn       | Fishers moeder |